# Nykøbing Sjælland
Nykøbing Sjælland is een plaats in de Deense regio Seeland, gemeente Odsherred. De plaats telt 5212 inwoners (2008).
- MusicBrainz: 5ea157e9-619c-456e-8e59-6c50190fd49f
- Virtual International Authority File: 141610161